# Kościół św. Lauriana w Vatan
Kościół św. Lauriana (fr. Église Saint-Laurian) – rzymskokatolicka świątynia znajdująca się we francuskiej miejscowości Vatan, w Regionie Centralnym-Dolinie Loary.

## Historia
Kościół pochodzi z XII wieku, rozbudowano go w XIII i XV stuleciu. W 1537 roku ks. Dubreuil dobudował do prezbiterium pięć kaplic bocznych, a dwa lata później ufundował witraże przedstawiające życiorys św. Lauriana (do dziś zachowały się ich nieliczne fragmenty). W 1875 przebudowano grożący zawaleniem korpus nawowy. W 1882 zawaliła się dzwonnica, przetrwały drzwi wejściowe oraz empora. Odbudowa miała miejsce w 1892. 8 grudnia 1928 do rejestru zabytków wpisano drzwi i emporę, a 13 marca 1933 wpis rozszerzono o absydę.

## Architektura
Jest to gotycko-neogotycka, trójnawowa bazylika. Posiada czteroprzęsłowy korpus nawowy. Do prezbiterium i trójbocznej absydy dostawionych jest łącznie 5 kaplic bocznych. Znajdujące się na emporze organy wykonano w 1951, podczas poświęcenia zagrał na nich Pierre Cochereau. Witraże pochodzą z lat 1871-1895, 1900-1904 i 1934-1935.

## Galeria

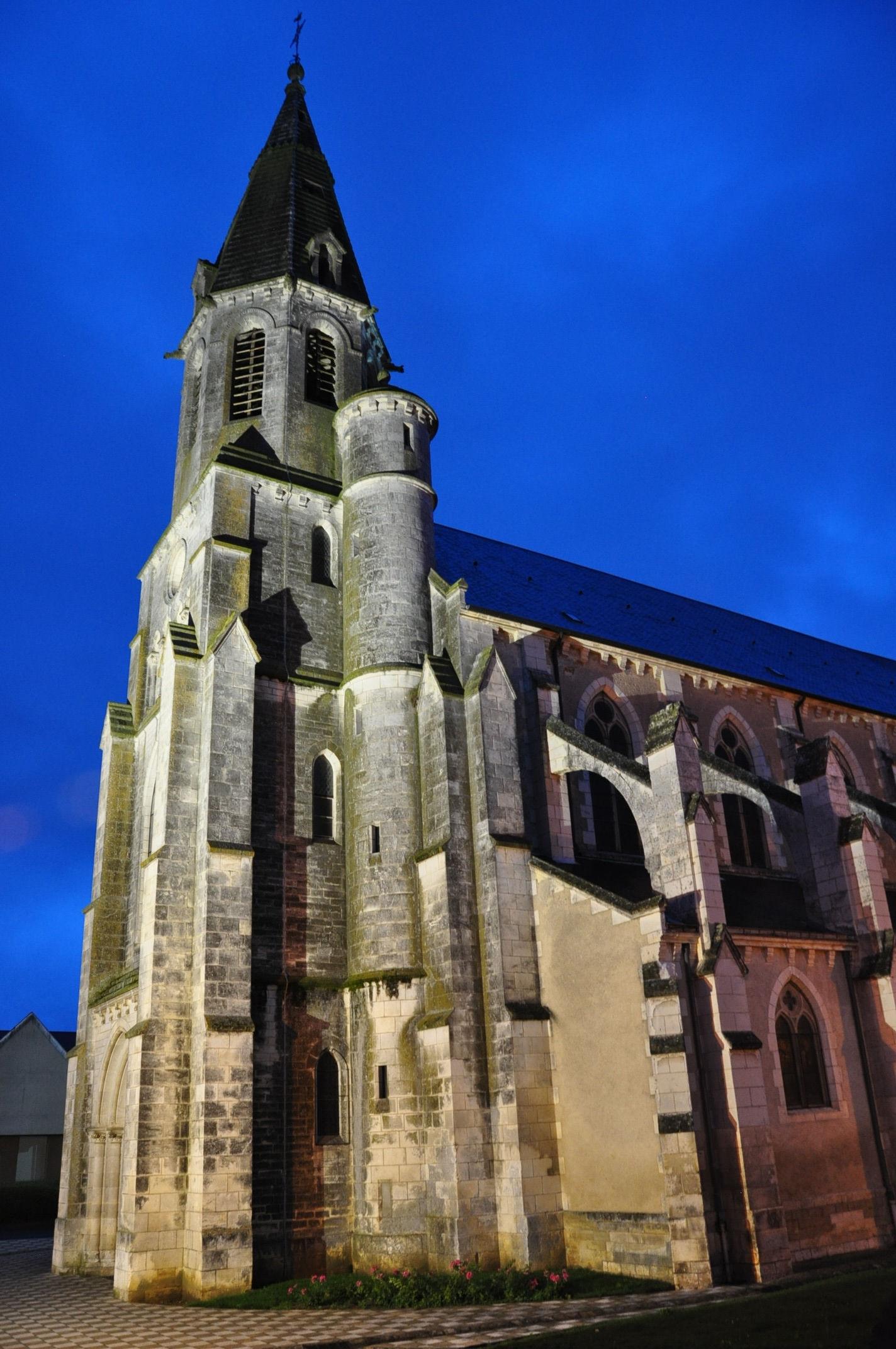
Wieża
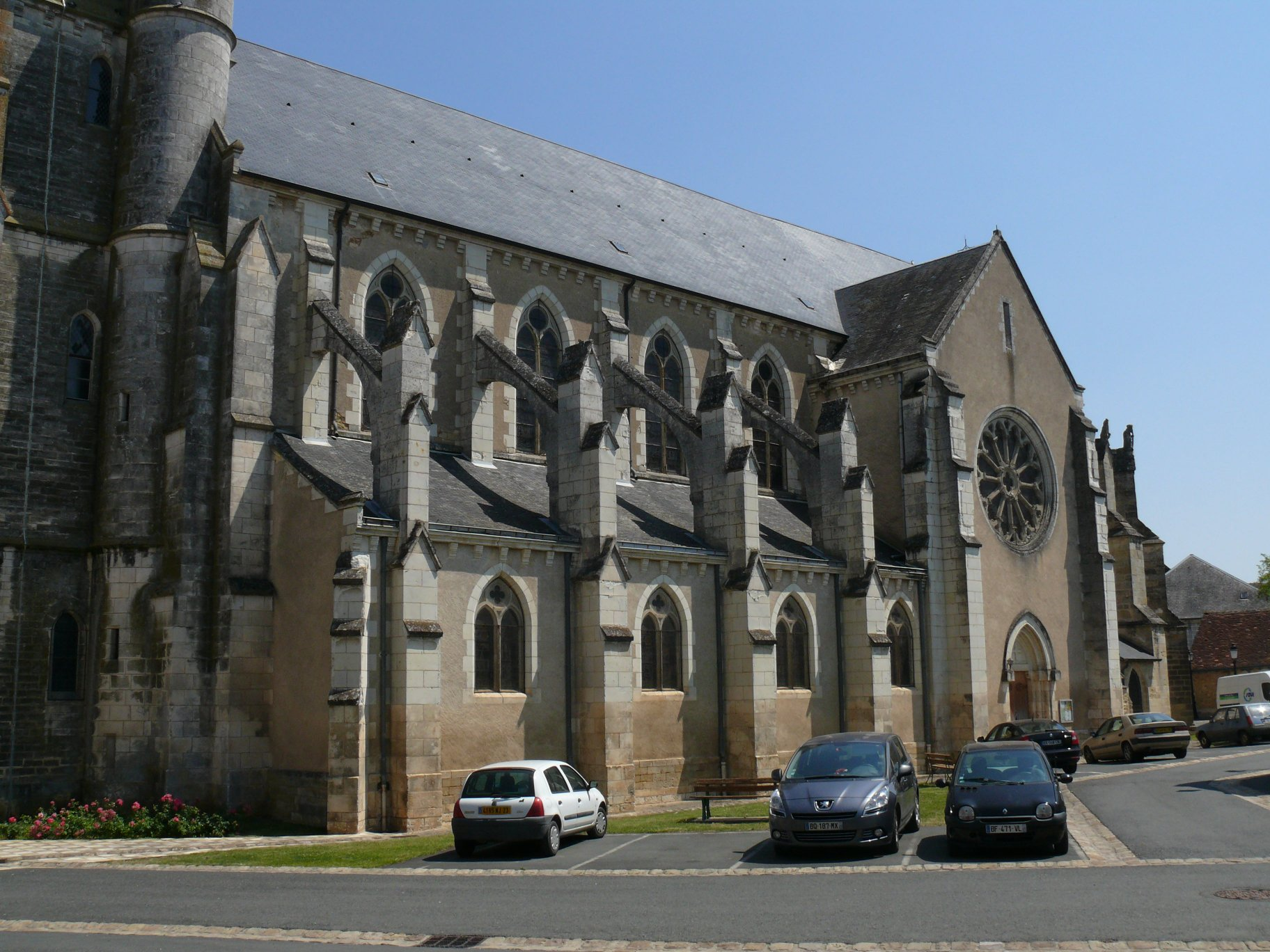
Południowa elewacja
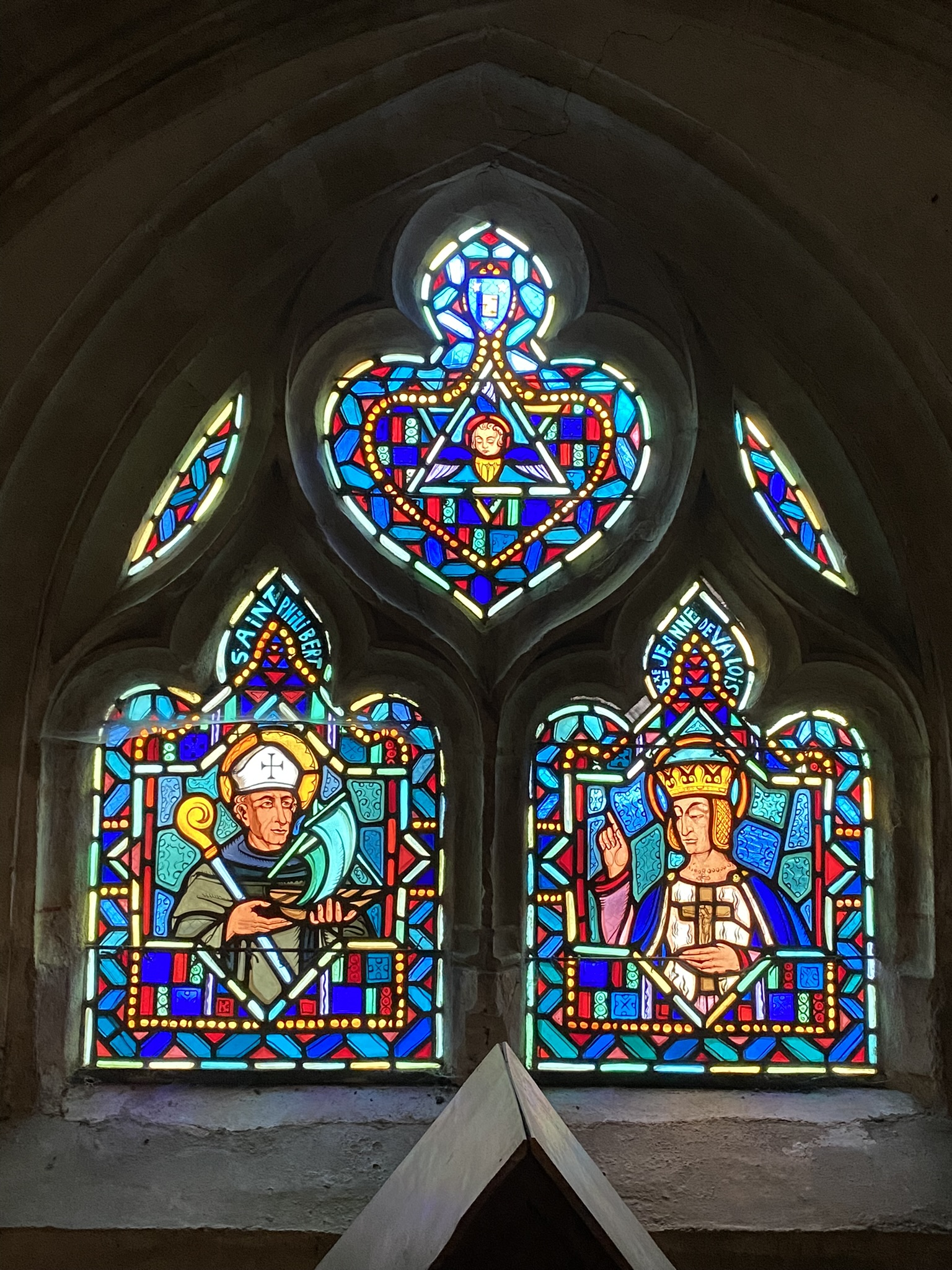
Jeden z witraży